# Espejón
Espejón település Spanyolországban, Soria tartományban. Espejón Espeja de San Marcelino, Huerta de Rey, Pinilla de los Barruecos, La Gallega, Rabanera del Pinar és Hontoria del Pinar községekkel határos. Lakosainak száma 128 fő (2024).

## Népesség
A település népessége az elmúlt években az alábbi módon változott:
| Lakosok száma | 217  | 209  | 200  | 200  | 198  | 190  | 175  | 161  | 136  | 128  |
|               | 2001 | 2004 | 2007 | 2009 | 2012 | 2014 | 2017 | 2019 | 2022 | 2024 |